# Untergöltzsch
Untergöltzsch ist ein historischer Ortsteil von Rodewisch in Sachsen. Gemeinsam mit den Ortsteilen Obergöltzsch und Niederauerbach bildet er die heutige Stadt Rodewisch.

## Lage
Untergöltzsch liegt westlich des heutigen Stadtzentrums linksseits der Göltzsch. Zentrum des Ortsteils ist das Sächsische Krankenhaus Rodewisch.
Der Ort gehörte von 1696 bis nach 1843 zum Amt Auerbach, danach zur Amtshauptmannschaft Auerbach und danach in der DDR ab 1952 wie auch in der BRD zum (Land-)Kreis Auerbach. Seit 1996 gehört Untergöltzsch zum Vogtlandkreis.

## Geschichte

### Rittergut
1542 wurde das gut als zweites Vorwergk des Rittersitzes Göltzsch aufgeführt. Zum eigenständigen Rittergut wurde Untergöltzsch erst 1602 nach der Erbteilung der Adligen von der Planitz. Erster Eigner war Balthasar Friedrich Edler von der Planitz. Es ist damit das jüngste der Rodewischer Rittergüter. 1644, als 42 Jahre nach der Erbteilung, fiel der Besitz des Gutes Obergöltzsch zu Untergöltzsch. Obergöltzsch war verschuldet und konnte durch Balthasar Friedrich von der Planitz nicht gehalten werden. Carl Ludwig Edler von der Planitz wird von 1711 bis 1749 als schriftsässiger Rittergutsbesitzer des Rittergutes Untergöltzsch gelistet. 1722 und 1728 war er Kondirektor. Untergöltzsch blieb bis 1856 in der Hand der Familie v. d. Planitz. Anschließend ging das Gebiet in den Besitz des Auerbacher Kaufmanns Rother über. Es folgten mehrere Besitzwechsel, bis das nur noch 97 ha große Gebiet für 135.000 Mark an den Sächsischen Staat überging.
Zu Untergöltzsch gehörte 1839 die Siedlung Ludwigsburg. 1856 verlor das Gut die Eigenständigkeit zu Gunsten der Stadt Rodewisch. Für 1880 sind für das Rittergut 16 Einwohner bekannt.

### Entwicklung der Königlich Sächsischen Landesheil- und Pflegeanstalt für Geisteskranke zu Untergöltzsch
Von 1889 bis 1893 wurde für 3 Millionen Mark das noch heute existente „Krankenhaus Untergöltzsch“ errichtet. Es wurden 38 Gebäude mit einer Kapazität für 550 psychisch Kranke errichtete, für deren Betreuung 170 Bedienstete vorgesehen waren. Das Krankenhaus wurde durch König Friedrich August von Sachsen und Robert Koch besucht.

### Weitere Entwicklung des Ortsteils
Die Gutslage blieb trotz ihrer Zugehörigkeit zum Anstaltsgebiet relativ selbständig. 40 Anstaltsinsassen wurden hier beschäftigt und die landwirtschaftlichen Flächen wurden auf 132 ha vergrößert.

1893 wurde die Anstaltskirche mit 420 Sitzplätzen errichtet. Im letzten Kriegswinter (1917/18) wurde die Anstalt geschlossen und im Komplex wurde ein Reservelazarett für den 19. Sächsischen Armeekorps eingerichtet. Zeitweise waren mehr als 1.000 Verwundete untergebracht. 1919 wurde der Anstaltsbetrieb wieder aufgenommen. Der Anstaltsfriedhof wurde zum „Heldenfriedhof“ gewidmet, auf dem Soldaten liegen. 1920 wurde ein Kriegerehrenmal errichtet. 

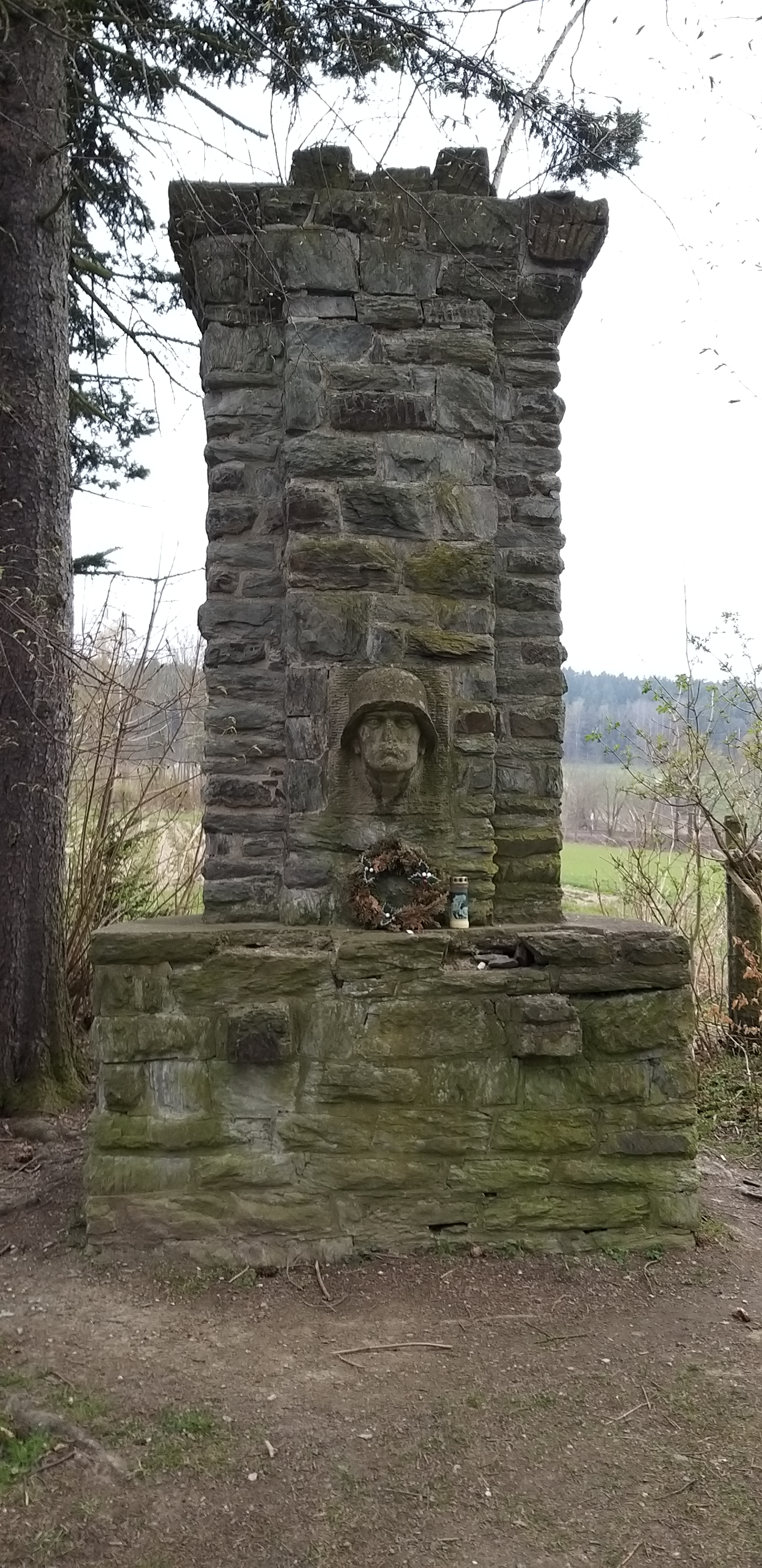
Kriegerdenkmal auf dem Anstaltsfriedhof
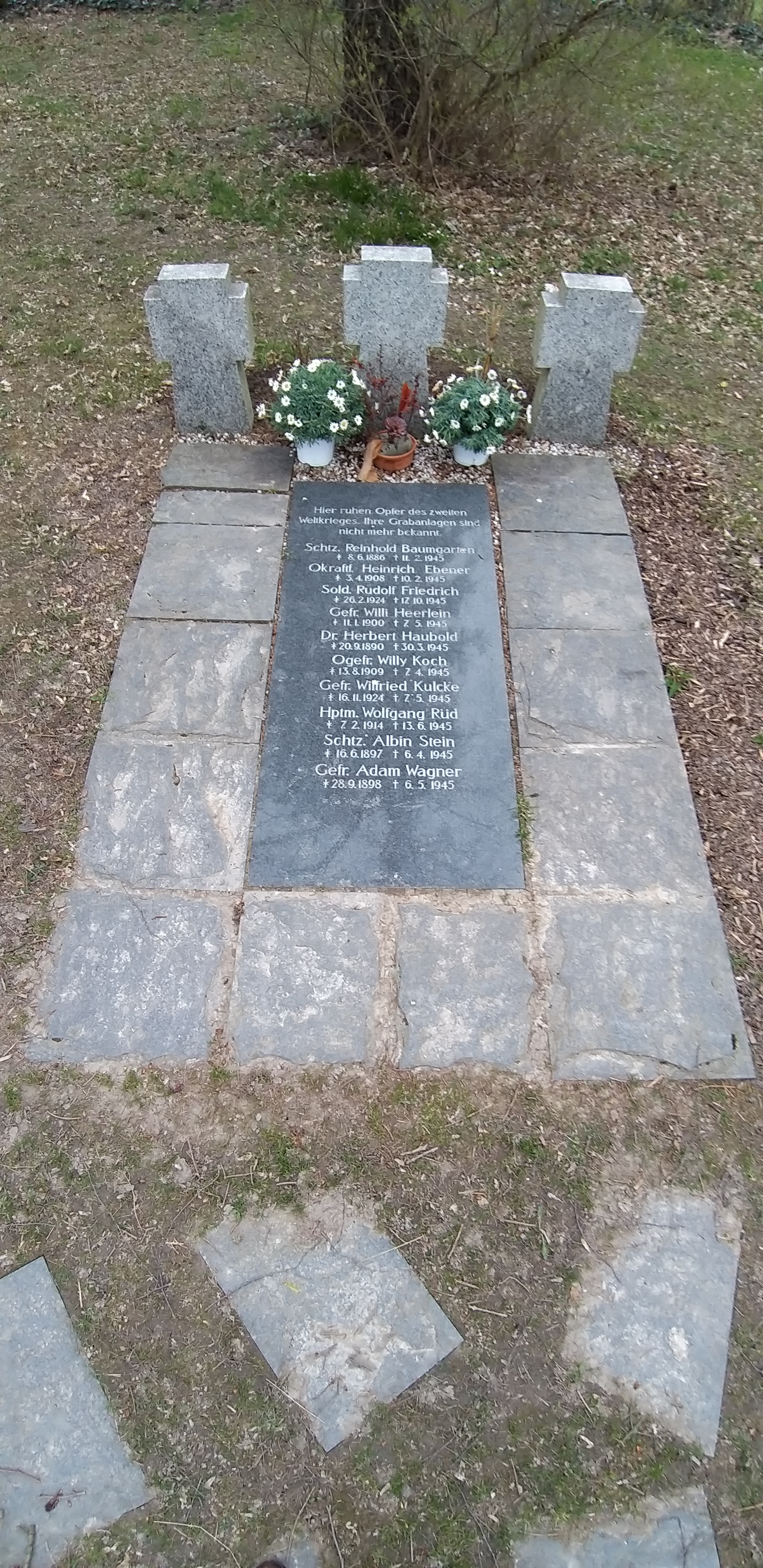
Bodentafel auf dem Anstaltsfriedhof
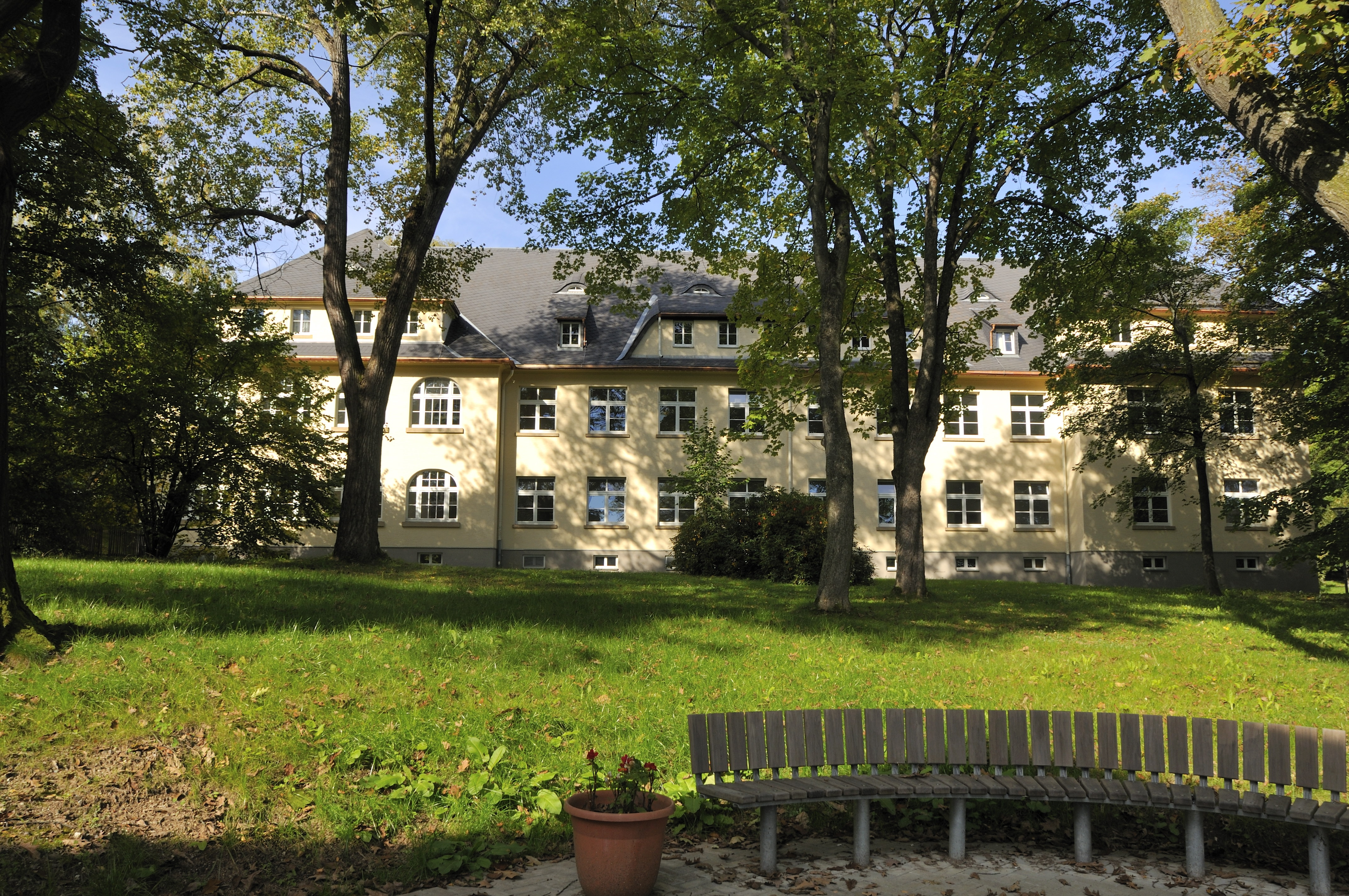
Parkähnliches Krankenhausgelände

| Lutheraner | Katholiken | Juden | Andere | Gesamt |
| ---------- | ---------- | ----- | ------ | ------ |
| 732        | 18         | 1     | 12     | 763    |

Auch im Zweiten Weltkrieg war im Komplex ein Lazarett untergebracht. Nach 1945 wurde das Gut zum Volksgut umgewandelt.
1996 wurde die jahrhundertealte Gutsanlage nach einem Brand abgerissen. Heute befindet sich an der Stelle, an der das ehemalige Rittergut stand, ein großer Parkplatz. Der Ortsteil ist heute besonders bekannt durch das Krankenhaus.

## Belege
1. 1 2  Göltzsch, Unter- – HOV | ISGV. Abgerufen am 30. Oktober 2022.
2. ↑  Josef Matzerath: Aspekte sächsischer Landtagsgeschichte. (PDF) Die Mitglieder der (kur-)sächsischen Landstände (1694–1749). Sächsischer Landtag vertreten durch den Landtagspräsident Dr. Matthias Rößler, 2015, S. 78, abgerufen am 29. März 2024 (im Abschnitt: Liste der Ritterschaft von 1694 bis 1749).
3. ↑  Albert Schiffner: Handbuch der Geographie, Statistik und Topographie des Königreiches Sachsen: Den Zwickauer Kreisdirectionsbezirk enthaltend. Fleischer, 1839, S. 396 (google.de [abgerufen am 14. Februar 2023]).
4. ↑  Alphabetisches Verzeichniss der im Königreiche Sachsen belegenen Stadt- und Landgemeinden
5. ↑  Siegfried Walther: Rodewisch im Wandel der Zeit - Eine Chronik und ein wenig mehr... 2. Die Ortsteile von Rodewisch. Hrsg.: Stadtverwaltung Rodewisch. Rodewisch 2011, ISBN 978-3-942267-16-8, S. 25–27.